# Garnay
Garnay ist eine französische Gemeinde mit 1.000 Einwohnern (Stand: 1. Januar 2022) im Département Eure-et-Loir, in der Region Centre-Val de Loire. Sie gehört zum Arrondissement Dreux und zum Kanton Dreux-1. Die Einwohner werden Garnetais genannt.

## Geographie
Garnay liegt etwa vier Kilometer südwestlich von Dreux an der Blaise. Umgeben wird Garnay von den Nachbargemeinden Vernouillet im Norden und Nordosten, Marville-Moutiers-Brûlé im Osten und Südosten, Tréon im Süden, Garancières-en-Drouais im Westen sowie Allainville im Nordwesten.
Im Gemeindegebiet liegt ein Teil des Flugplatzes Dreux-Vernouillet.

## Bevölkerungsentwicklung
| Jahr                       | 1962 | 1968 | 1975 | 1982 | 1990 | 1999 | 2006 | 2013 | 2020 |
| Einwohner                  | 416  | 363  | 566  | 975  | 1059 | 972  | 924  | 880  | 943  |
| Quellen: Cassini und INSEE |      |      |      |      |      |      |      |      |      |

## Sehenswürdigkeiten

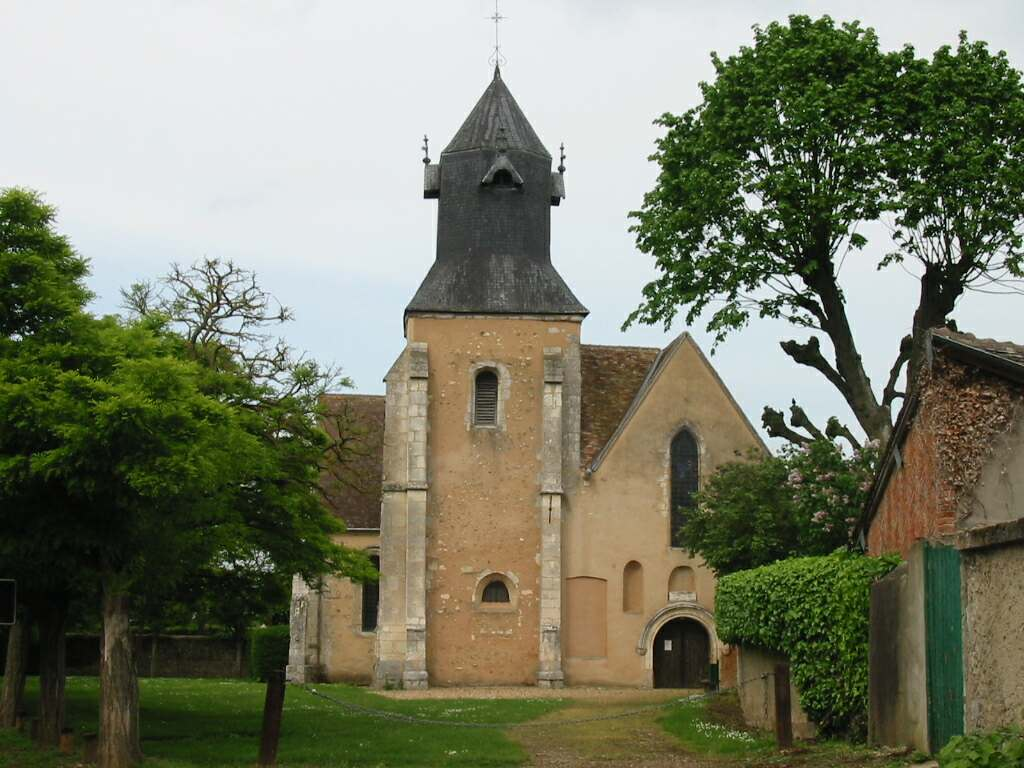
Kirche Saint-Martin
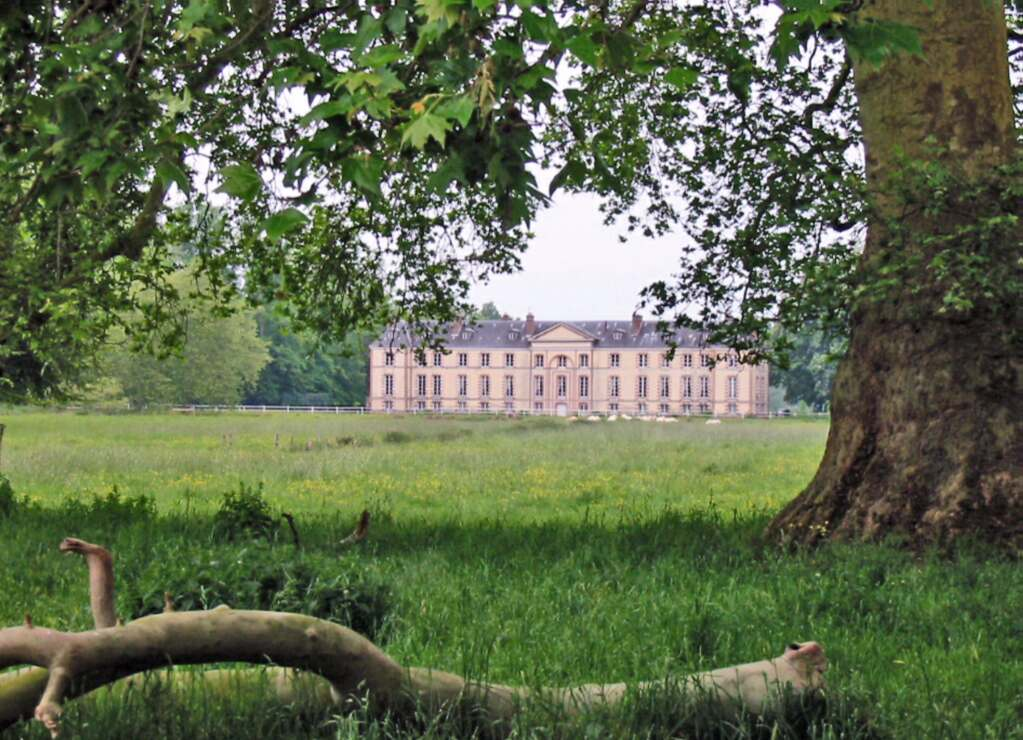
Schloss Marmousse
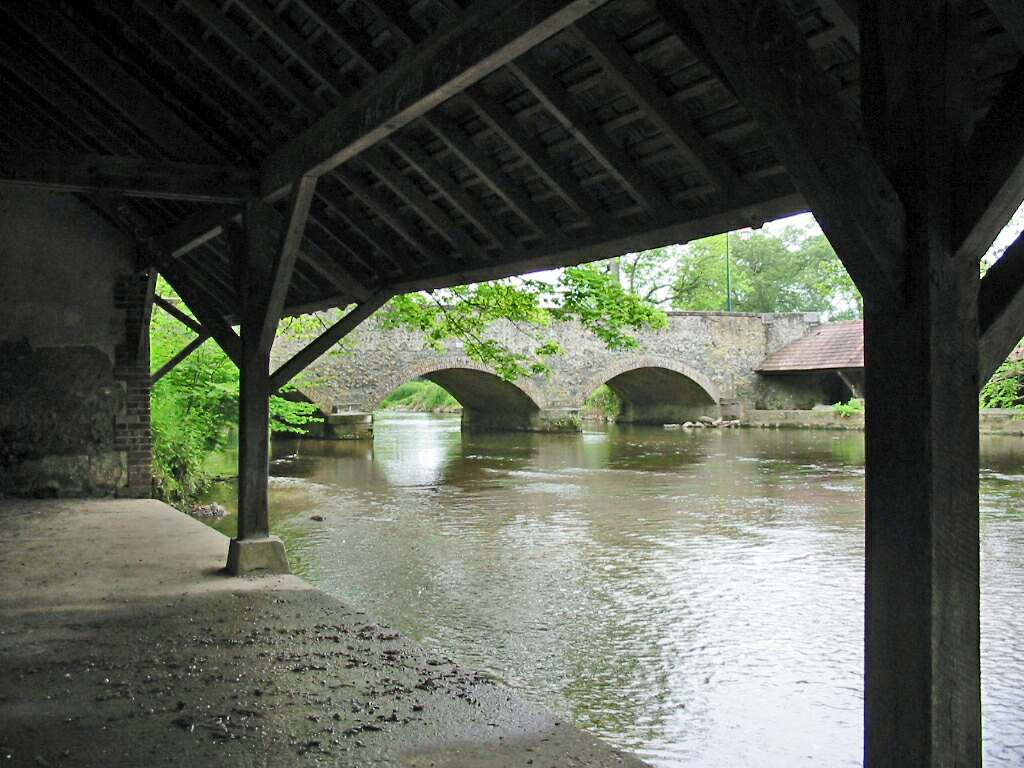
Ehemaliges öffentliches Waschhaus
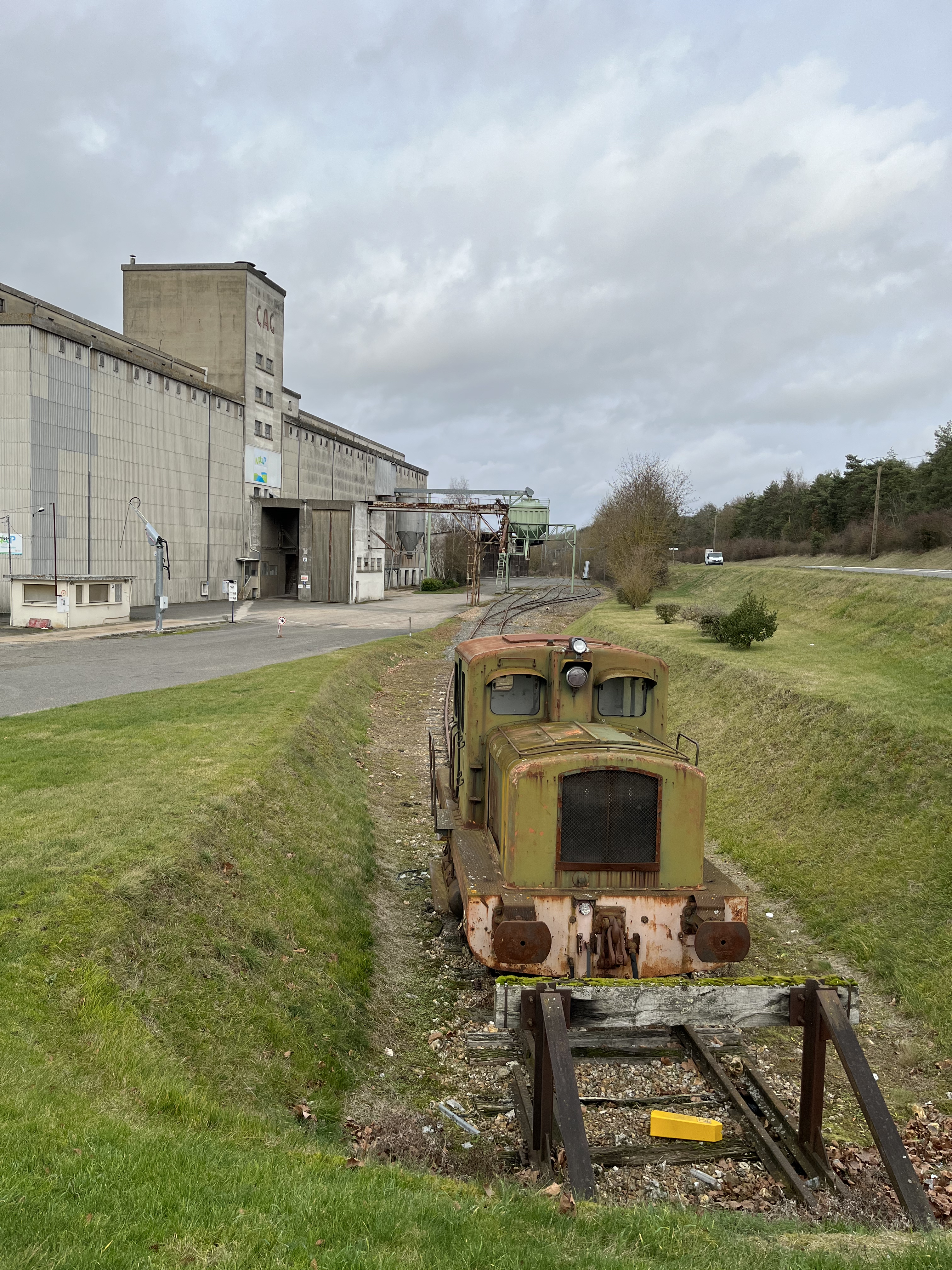
Schienentraktor an einer Siloanlage in Garnay

- Kirche Saint-Martin
- Schloss Marmousse
- Ehemaliges öffentliches Waschhaus
- Schienentraktor an einer Siloanlage in Garnay